# Julio César León
Julio César León (Trujillo, 2 de fevereiro de 1925 – Caracas, 17 de agosto de 2025) foi um ciclista venezuelano que competiu nos Jogos Olímpicos de 1948, em Londres. Ele foi o primeiro atleta da Venezuela a participar nos Jogos Olímpicos. Foi eliminado na segunda rodada da prova de velocidade, sendo vencido pelo eventual medalhista de ouro, italiano Mario Ghella. No contrarrelógio (1000 m), ele terminou em 14º com o tempo de 1:18.1.

## Morte
León morreu em sua residência em Caracas, no dia 17 de agosto de 2025 aos 100 anos.